# 통영중앙중학교
통영중앙중학교(統營中央中學校)는 대한민국 경상남도 통영시 무전동에 있는 공립 중학교이다.

## 학교 연혁
- 2007년 4월 18일 : 통영시 신설중학교 설립 계획 수립
- 2009년 7월 15일 : 임대형 민자사업(BTL) 협약 체결
- 2010년 3월 1일 : 통영중앙중학교 개교(죽림초등학교)
- 2010년 8월 4일 : 신축교사 본관·부대시설 완공 및 이전(무전동)
- 2023년 1월 4일 : 제11회 졸업식(졸업생 189명, 졸업생 누계 2,205명)
- 2023년 3월 1일 : 제5대 송호용 교장 취임
- 2023년 3월 2일 : 2023학년도 입학식(신입생 184명)

## 참고 자료
- 통영중앙중학교 - 한국교육학술정보원 학교알리미